# Chère Brigitte
Pour plus de détails, voir Fiche technique et Distribution.
Chère Brigitte (Dear Brigitte) est un film américain réalisé par Henry Koster sorti en 1965.

## Synopsis
Robert Leaf, professeur de poésie, habite avec sa famille à bord d'un bateau ancré dans la baie de San Francisco. Il déteste les sciences exactes qui selon lui vont perdre le Monde. Or, Erasmus, son jeune fils de 8 ans qu'il adore, se révèle tout à coup être un petit génie du calcul, ce qui consterne son père qui voulait en faire un artiste. Erasmus est secrètement amoureux de Brigitte Bardot, lui écrit des lettres et rêve de la rencontrer. Il va monnayer son don du calcul au bénéfice de son père et en échange obtenir d'aller en France rencontrer son idole.

## Fiche technique
- Titre : Chère Brigitte (titre original : Dear Brigitte)
- Réalisation : Henry Koster
- Scénario, Adaptation et Dialogue : Nunnally Johnson (non crédité) et Hal Kanter d'après le roman Erasmus With Freckles de John Haase (en)
- Assistant réalisateur :
- Images : Lucien Ballard
- Direction Artistique : Jack Martin Smith, Malcolm Brown
- Décors : Walter M. Scott, Steve Potter
- Costumes : Moss Mabry
- Son : Alfred Bruzlin, Elmer Raguse (en)
- Montage : Marjorie Fowler
- Musique : George Duning
- Production : Fred Kohlmar et Henry Koster
- Société de production et de distribution : 20th Century Fox
- Pays de production:  États-Unis
- Langue : Anglais
- Genre : Comédie
- Format : Couleur - 35 mm - 2,35:1 - Son : mono (Westrex Recording System) / Stéréo
- Durée : 100 minutes
- Date de sortie : 
  - États-Unis : 8 janvier 1965
- Affiches : Raymond Elseviers (Belgique), Enzo Nistri (Italie)

## Distribution
- James Stewart (VF : Roger Tréville) : Robert Leaf
- Glynis Johns (VF : Claire Guibert) : Vina
- Bill Mumy : Erasmus
- Cindy Carol (en) : Pandora
- Fabian : Kenneth
- John Williams (VF : Jean-François Laley) : Peregrine Upjohn
- Jack Kruschen (VF : Jacques Dynam) : Docteur Volker
- Charles Robinson : George
- Howard Freeman (VF : Georges Hubert) : Dean Sawyer
- Jane Wald : Terry, l'épouse de George
- Alice Pearce : employée du bureau de chômage
- Jesse White (VF : Fernand Rauzena) : Cliff Argyle
- Gene O'Donnell : lieutenant de police Rink
- Orville Sherman (VF : René Fleur) : Von Schlogg
- Maida Severn : Miss Eva, professeur
- Marcel de la Brosse (VF : Jacques Marin) : le chauffeur de Taxi
- Pitt Herbert (VF : Jacques Deschamps) : le directeur de la banque

Acteurs non crédités :
- Brigitte Bardot : elle-même
- Robert Biheller (VF : Pierre Trabaud) : Orville
- James Brolin : Étudiant à Leaf Rally
- Percy Helton (VF : Paul Villé) : M. Kraft
- William Henry : caissier à l'hippodrome
- Richard Lane (VF : Jacques Berthier) : la voix off de l'annonceur de l'hippodrome
- Ted Mapes (VF : Michel Gudin) : M. Ruby (M. Rodgers en VF), le facteur

## Édition
Ce film ne sort en vidéo qu'en 2017 en Blu-ray aux États-Unis par le distributeur de la 20th Century Fox Holywood Classics International, repris dans la série Hollywood Legends de l'éditeur français ESC éditions.

## Autour du film
- Dans la  première partie du film, les allusions à la guerre atomique du père d'Erasmus reflètent le climat de la guerre froide des années 60.
- Le producteur en sous-main du film, Darryl F. Zanuck, rêvait d'obtenir un rôle pour Brigitte Bardot à Hollywood, ce qu'elle a toujours refusé. Il obtient finalement sa participation dans le film pour 10 jours de tournage payés 200,000 dollars et son nom ne devra pas apparaître au générique. Cependant la 20th Century Fox utilise habilement son image pour promouvoir le film.
- Brigitte Bardot, qui jusque là avait aux États-Unis une réputation de femme sulfureuse depuis le scandale de Et Dieu... créa la femme, propose dans ce film pour le public familial une image rassurante et séduisante pour le public américain[1].